# Morgan's Point, Texas
Morgan's Point là một thành phố thuộc quận Harris, tiểu bang Texas, Hoa Kỳ. Năm 2010, dân số của xã này là 339 người.

## Dân số
- Dân số năm 2000: 336 người.
- Dân số năm 2010: 339 người.